# Schinkel (Gemeinde)
Schinkel ist eine Gemeinde am Nord-Ostsee-Kanal im Kreis Rendsburg-Eckernförde in Schleswig-Holstein. 

## Geografie und Verkehr
Schinkel liegt etwa 15 km westlich von Kiel am Nordufer des Nord-Ostsee-Kanals. Nordöstlich verläuft die Bundesstraße 76 von Kiel nach Eckernförde.

## Politik

### Gemeindevertretung, Bürgermeisterin
Bei der Kommunalwahl am 14. Mai 2023 wurden insgesamt elf Sitze vergeben. Die CDU erhielt fünf Sitze, die Ökologische Interessengemeinschaft Schinkel vier Sitze und die SPD zwei Sitze. Sandra Möller (CDU) löste Sabine Axmann-Bruckmüller (CDU) als Bürgermeisterin ab, die nicht wieder kandidierte.

### Wappen
Blasonierung: „In Silber unter einem blauen Wellenbalken ein flacher, erhöhter blauer Sparren, der die Giebelseite eines roten steinernen Hauses einschließt mit Treppengiebel, drei gotischen Fenstern im Dachgeschoss, das mittlere höher, und einem spitzgiebeligen Vorhaus.“

## Wirtschaft
Die Gemeinde ist überwiegend landwirtschaftlich geprägt.
In Schinkel gibt es eine Vollkornbäckerei, eine Arztpraxis, einige handwerkliche Betriebe und einige Hofläden, in denen Landwirte ihre Produkte direkt vermarkten. Dienstags findet ein kleiner Wochenmarkt statt. Die Bäckerei und mehrere Höfe sind in der Solidarischen Landwirtschaft Schinkeler Höfe organisiert.
Daneben gibt es mehrere Reitställe im Dorf, deren Angebote sich an Freizeit- und Sportreiter richten.
Eine Besonderheit ist eine im Dorfzentrum gelegene Maschinenwerkstatt, die auf die Wiederherstellung historischer Nutz- und Baufahrzeuge spezialisiert ist und dafür über entsprechend große Werkzeugmaschinen verfügt.

## Sehenswürdigkeiten

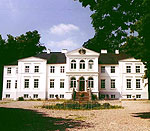
Gut Rosenkranz

### Kulturdenkmale
In der Liste der Kulturdenkmale in Schinkel (Gemeinde) stehen die in der Denkmalliste des Landes Schleswig-Holstein eingetragenen Kulturdenkmale.

### Gut Rosenkranz
Gut Rosenkranz hieß bis 1828 Gut Schinkel. Der damalige Besitzer Robert Weber (1798–1876) benannte es nach seiner Frau Axeline von Rosenkrantz, der er seinen Titel Freiherr von Rosenkranz verdankte. Durch Heirat gelangte das Gut in den Besitz der Familie von Münchhausen, die es bis heute führt. 
1284 wurde an der Stelle des späteren Guts eine Wasserburg erwähnt, die 1791 durch das heutige Herrenhaus ersetzt wurde, das Ende des 19. Jahrhunderts zu einer geschlossenen Hofanlage mit einem Torhaus mit Säulenhalle erweitert wurde. Im Torhaus befinden sich zwei Glocken von 1531/41. Im Landschaftsgarten hinter dem Herrenhaus befinden sich Reste des alten Eiderkanals.
Seit 1989 wird auf dem Gut ökologische Landwirtschaft betrieben. Heute befindet sich die Handelsgesellschaft für Naturprodukte Gut Rosenkrantz in Neumünster.